# Platynus lyratus
Platynus lyratus är en skalbaggsart som beskrevs av Maximilien de Chaudoir. Platynus lyratus ingår i släktet Platynus och familjen jordlöpare. Inga underarter finns listade i Catalogue of Life.